# Ford-Barrel-Nose-Lkw

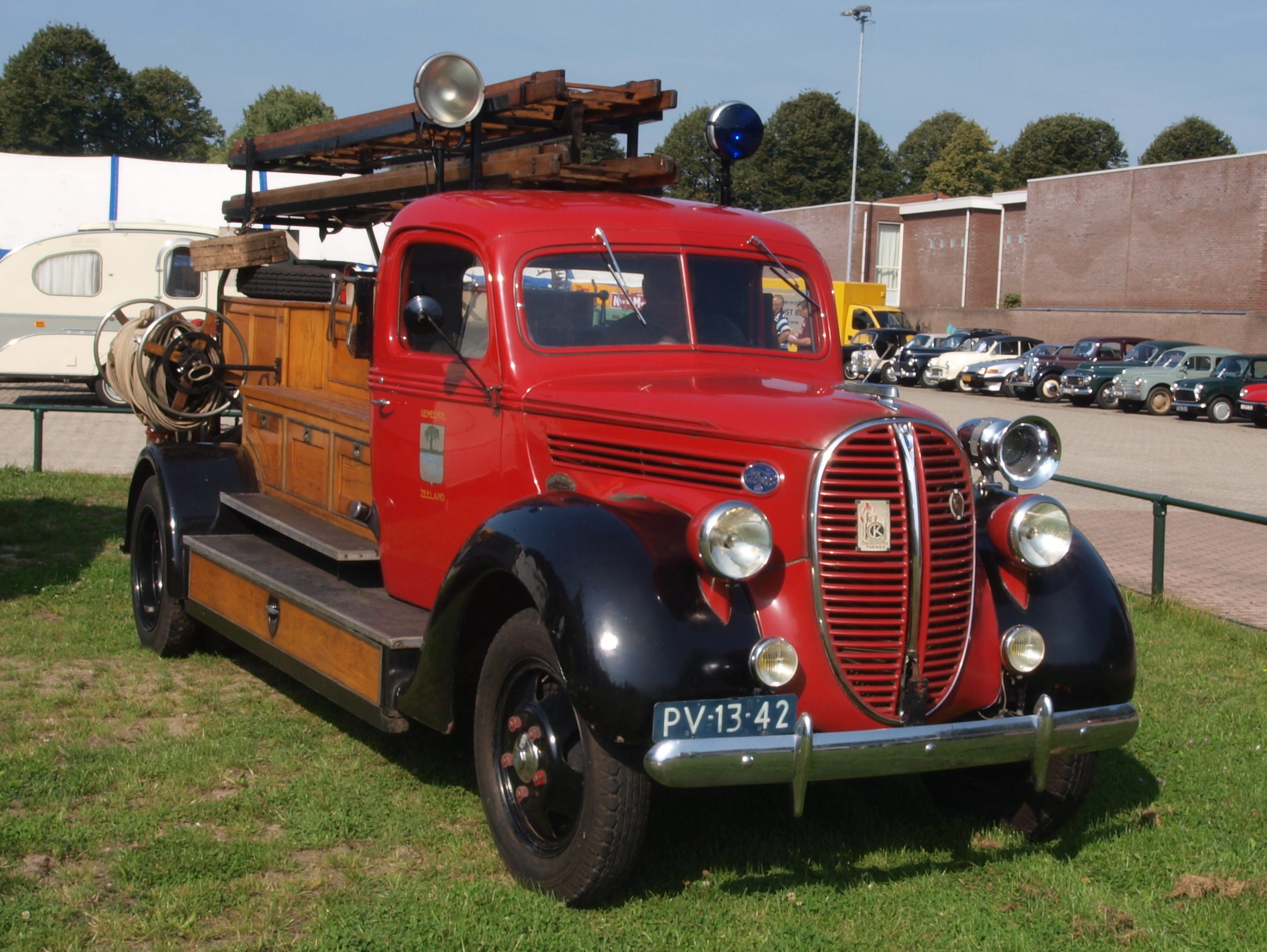
Ford Model 81

Die Ford-Barrel-Nose-Lkw waren weltweit gebaute Lastkraftwagen von Ford und trugen allgemein die Bezeichnung Ford 77-81. Das Modell wurde auch als Pick-up und Kastenwagen angeboten.

## Modellhistorie
Die Baureihe war vom Pkw Ford V8 des Modelljahrs 1934 abgeleitet und weltweit Nachfolger des Ford Modell BB.
Im Deutschen Reich ersetzte er den Typ Ford Modell V8-51. Die deutsche (linksgelenkte) Version wurde in Europa auch noch von Unternehmen Matford in Frankreich und bei Ford-Vairogs in Riga (Lettland) gebaut. In Frankreich wurde der Lkw von Matford als Lkw Matford F 817 T gebaut.
Der Barrel-Nose-Lkw wurde im Vereinigten Königreich von Großbritannien und Nordirland ab 1934 von Ford of Britain als Fordson E88 mit Rechtslenkung produziert.
Nachfolger der Ford Barrel Nose war bei Ford USA und deren Exportmärkten die erste Ford F-Serie und bei Ford of Britain und deren Exportmärkten (Linksverkehr) ab 1939 der bereits parallel ab 1937 gebaute Fordson Thames 7V.

## Ford Wehrmachts-Lkw

### Hintergrund
Der 1939 aufgestellte Schell-Plan berücksichtigte Ford Köln zunächst nicht bei der Auftragsvergabe für die Wehrmacht, da das Werk nicht als deutscher Hersteller galt. Allerdings änderte sich die Situation etwas, nachdem man die formale Trennung von der amerikanischen Muttergesellschaft erzwungen hatte, die zur Gründung der Ford-Werke AG führte. Trotz allem wurden die Lkws von den Kölner Ford-Werken, die von 1939 bis 1942 mit den Modellbezeichnungen G917T, G987T, G987TG und G997T gebaut wurden, letztlich als „Ford Wehrmachts-Lkw“ bekannt. Ein wichtiger Zulieferer für Karosserieteile in Köln war das Unternehmen Palper Karosseriewerk GmbH aus Köln.
Ford USA lieferte noch bis zur Kriegserklärung Deutschlands an die Vereinigten Staaten Anfang Dezember 1941 für die Baureihe Bauteile und Bauteilgruppen an das eigene Kölner Werk, danach musste die Produktion der Modelle  G917T, G987T und G987TG noch im gleichen Jahr eingestellt werden. Bis dahin waren die Barrel-Nose-Modelle abgesehen von der Unterscheidung zwischen Links- und Rechtslenkern, weltweit baugleich, die deutsche Version unterschied sich jedoch in zwei Details, der ungeteilten Windschutzscheibe und einer einzelnen senkrechten Mittelstrebe im Kühlergrill. Aus vorhandenen Teilen wurde noch bis 1942 das Modell G997T mit dem 3,9-Liter-Achtzylinder-V8-Ottomotor mit 95 PS produziert.
Da das Reichsministerium für Bewaffnung und Munition daran interessiert war, die bunte Typenvielfalt der für Wehrmacht und Industrie benötigten LKW zu reduzieren, wurde die Produktion dieser Baureihe in Deutschland und Frankreich eingestellt, während die Fertigung in anderen Regionen weiterlief.

### Typenkodierung Ford-Lkw
Ford verwendete für die in der Unternehmensgruppe gefertigten Fahrzeuge einen sprechenden Typenschlüssel:
1. Stelle / Herkunftsland (z. B. G für Deutschland (engl. Germany))
2. Stelle / Modelljahr (z. B. 9 für 1939)
3. Stelle / Motor (z. B. 1 = 3,6-ltr, 9= 3,9-ltr und 8 = 3,2-ltr)
4. Stelle / Modellnummer (z. B. 4 oder 7)
5. Stelle / Fahrzeugtyp (z. B. T für Lkw (engl. Truck))
6. Stelle / Technische Ergänzung (z. B. G = Gas-Generator (Holzgas-Ausführung))

#### G987T
1939–1941 3,2 Liter Vierzylinder-Ottomotor Typ BB mit 52 PS

#### G987TG
1939–1941 3,2 Liter Vierzylinder-Ottomotor Typ BB mit Holzgasgenerator
Den G987TG gab es mit Niederrahmenchassis auch als Omnibus für bis zu 25 Sitzplätzen.

#### G917T
1939–1941 3,6-Liter-V8-Ottomotor (Seitenventiler) mit 75 bis 90 PS

#### G997T
1941–1942 3,9-Liter-V8-Ottomotor (Seitenventiler) mit 95 PS

## Varianten

### Allrad
In Ungarn wurde bei MÁVAG (Magyar Állami Vas-, Acél- és Gépgyárak) in Budapest, die seit dem 1. Oktober 1938 zu einer Niederlassung der Ford Werke AG geworden war, für den Bedarf der ungarischen Armee etwa 5.000 Ford M39 Lastkraftwagen gebaut. Davon wurden etwa 1.500 mit einem von Marmon-Herrington stammenden Allradantrieb versehen.

### Sanitätsfahrzeuge
Die Wehrmacht ließ Ford Fahrzeuge in Bonn beim Karosseriebetrieb Christian Miesen Fahrgestelle mit verlängertem Radstand ohne Zwillingsbereifung als Sanitätskraftwagen Kfz. 31 bauen.

### Omnibusse
Um den heimischen Transportbedarf für die Zivilbevölkerung zu bedienen, wurden nach Kriegsbeginn weiter Omnibusse auf Ford-Fahrgestellen gefertigt. Zumal vorhandene Omnibusse mit konventionellen Kraftstoffmotoren teilweise für den Einsatz bei der Wehrmacht in Sanitäts-, Kommando- und Feldposteinheiten requiriert worden waren.
Auf dem BB-Fahrgestell wurden auch achtsitzige Kleinbusse mit Vierzylinder-Motoren und Imbert-Holzgasanlage gefertigt, für die Karosserien bei Harmening (Bückeburg) und Kässbohrer (Ulm) produziert wurden.
Eine Tiefrahmenchassis-Ausführung des G987 mit Imbert-Holzgasanlage verfügte über 25 Sitzplätze und war in maximaler Leichtbauweise unter Verwendung von Delignit-Sperrholzplatten als Seitenwandung konstruiert.

### Holzvergaser

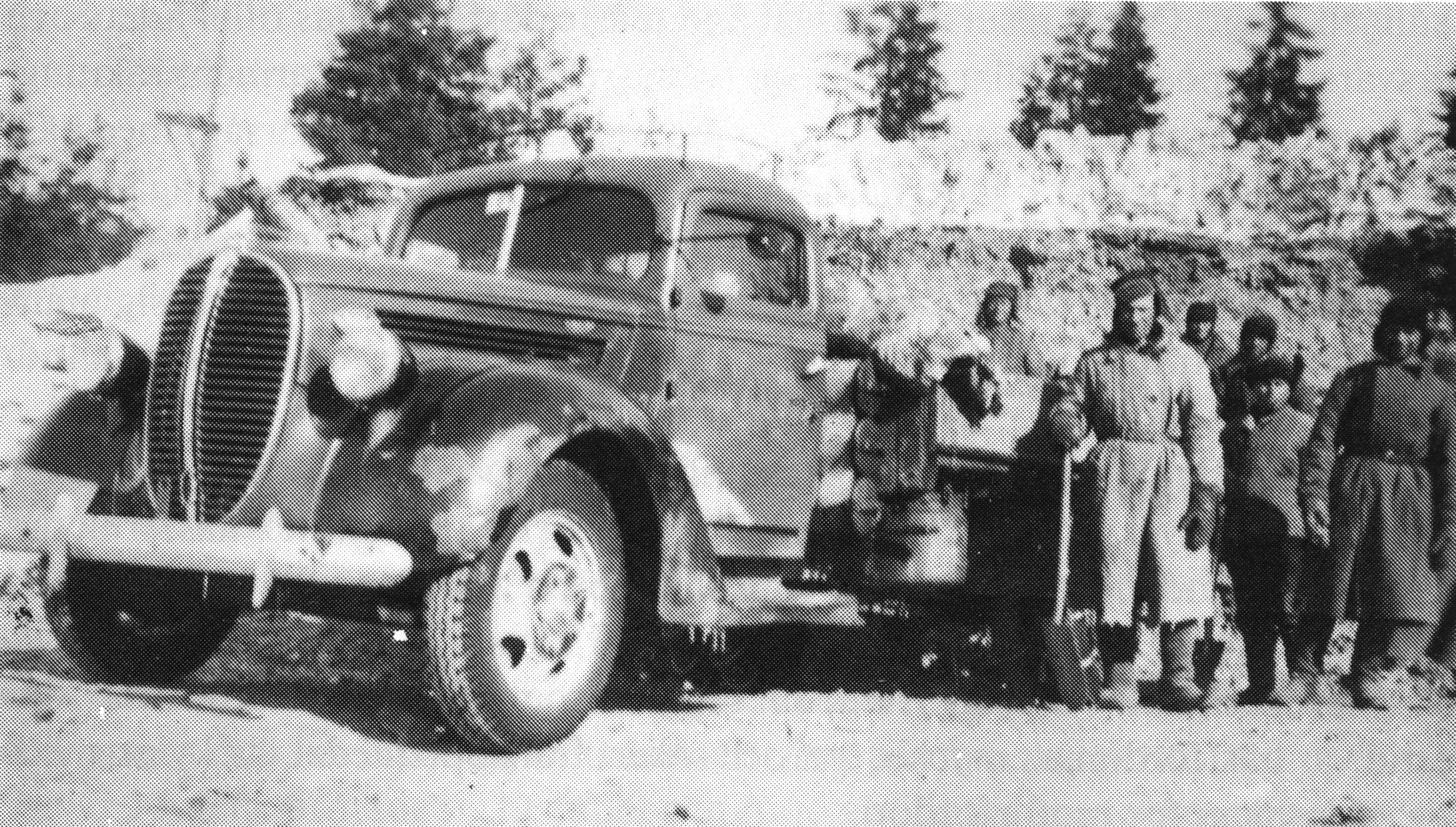
Ford-Lkw mit Holzvergaseranlage (Finnland 1940)

Im Jahr 1921 entwickelt der französische Diplom-Ingenieur Georges Imbert einen ersten Holzkohle betriebenen Gasgenerator, mit dem im Jahr 1922 das erste Kraftfahrzeug angetrieben wird. Ein Wettbewerb der französischen Regierung aus dem Jahr 1922 gewinnt Imbert nicht. Nach einer Partnerschaft bei der sein Partner letztlich eigene Patente aus der gemeinsamen Arbeit heraus einreicht, gründet Imbert 1930 im Saarland die Gesellschaft der Imbert-Gasgeneratoren. Nachdem der neue Standort das Verhältnis zur französischen Armee verschlechtert hat, beginnt eine intensivere Zusammenarbeit mit der deutschen Fahrzeugindustrie. Im Jahr 1935 werden in einem großen Versuch sechsundvierzig Fahrzeuge mit Gasgenerator-Antrieben getestet, dazu gehören auch ein V8-Lastkraftwagen und ein V8-Reisebus von Ford.
Der deutsche Unternehmer Johannes Linneborn erwirbt eine Lizenz von Imbert und gründet direkt in Nachbarschaft zu den Kölner Ford Werken die Imbert Generatoren GmbH. Die großen Vergasermotoren von Ford waren für die Kombination mit der Imbert-Technologie verhältnismäßig gut geeignet. Trotzdem wurden bis 1938 im Deutschen Reich nur 88 Schlepper mit Imbert-Gasgeneratoren zugelassen. Nach dem Westfeldzug wurde die französische Gesellschaft im Saarland von der Kölner Imbert Gesellschaft übernommen.
Die nach Beginn des Krieges einsetzende Kraftstoffknappheit und im Deutschen Reich erlassene Verbote zivile Fahrzeuge mit Benzin- oder Dieselkraftstoff zu betreiben, führt zu einer engeren Zusammenarbeit vieler Kraftfahrzeughersteller mit dem Holzvergaseranlagen-Hersteller Imbert. Zahlreiche Fordfahrzeuge wurden auch nachträglich mit Imbert-Holzgasanlagen ausgerüstet.

## Produktion
In Deutschland entstanden ca. 25.000 Fahrzeuge.

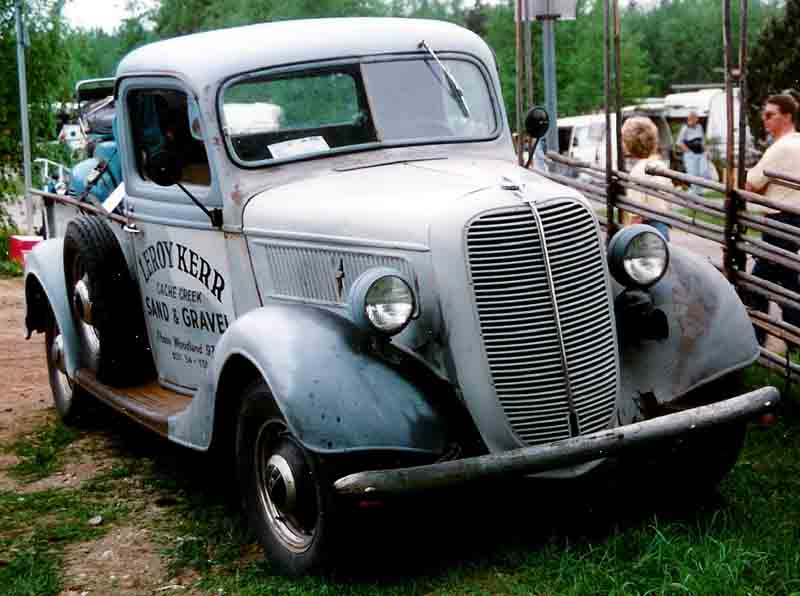
Ford Model 77 Pick-up
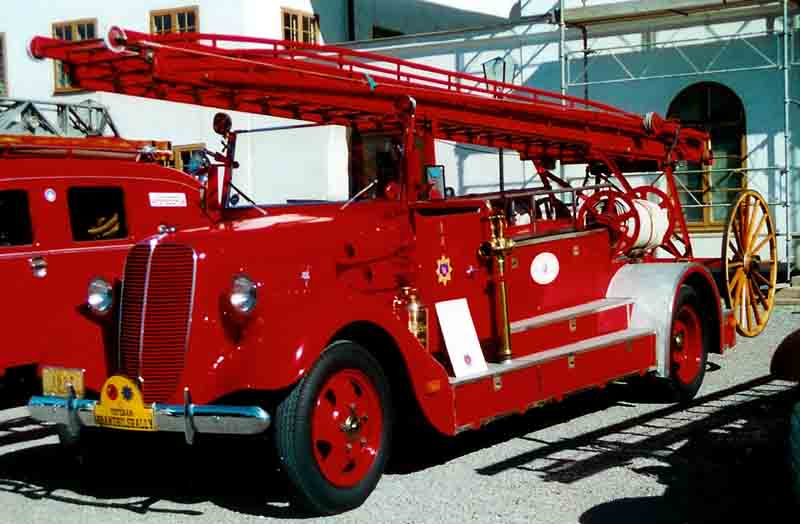
Ford Model 79 1937
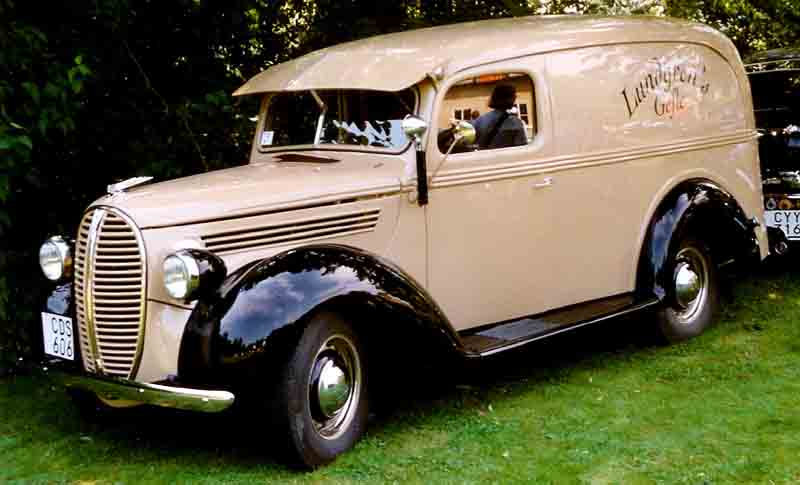
Ford Model 81C Kastenwagen 1938
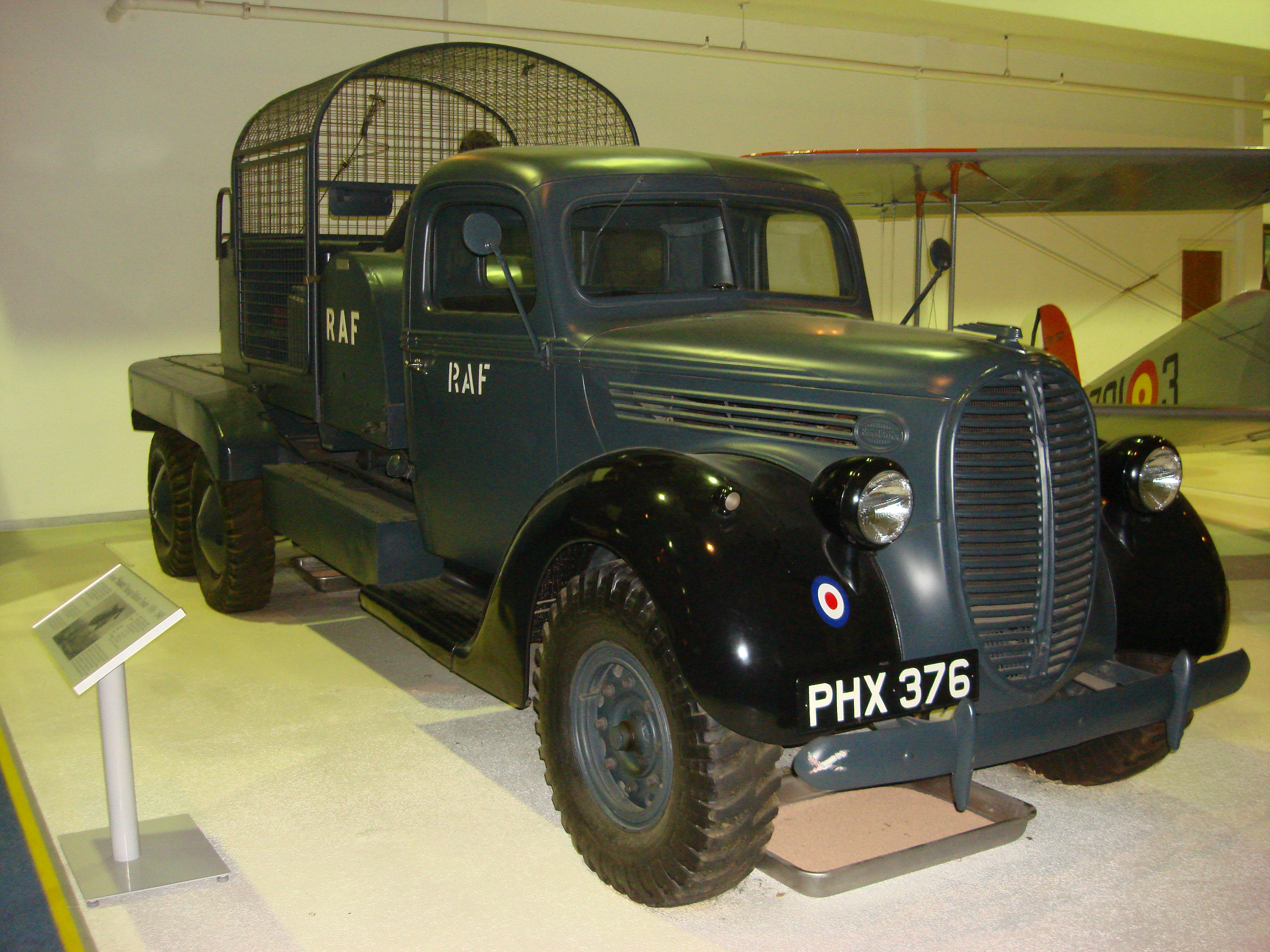
Fordson E88
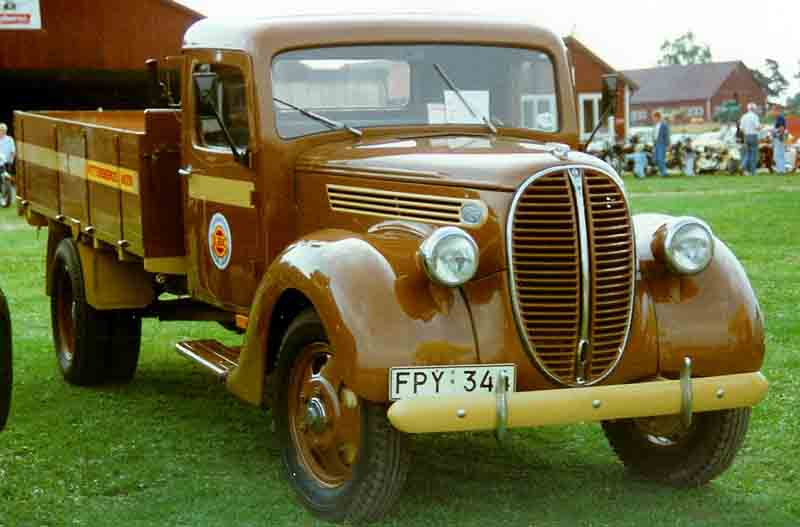
G917T Zivilversion
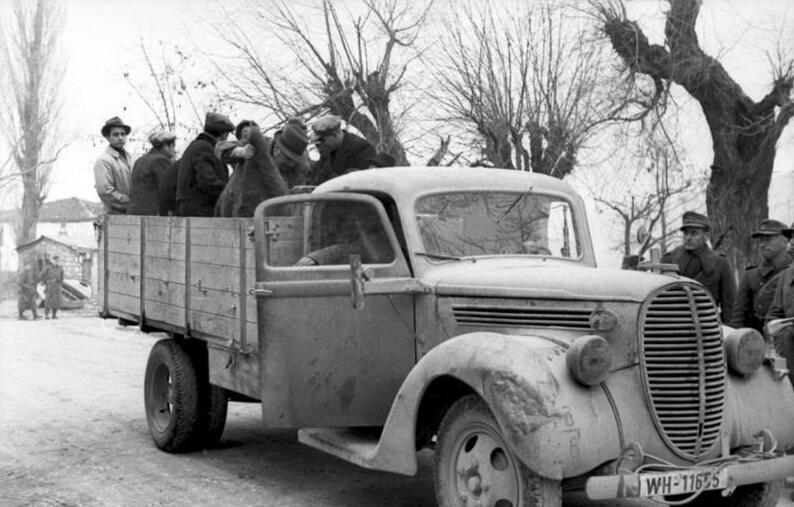
G917T im Einsatz der Wehrmacht bei Deportation von Juden
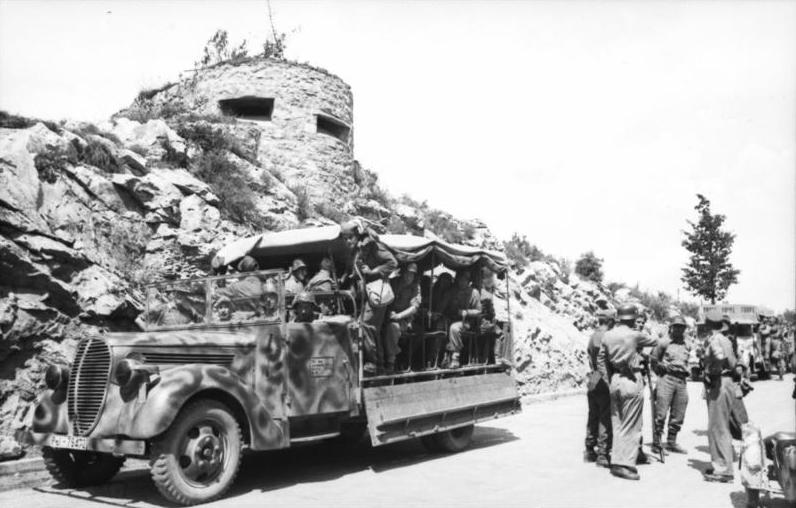
Ford G917T beim Einsatz gegen Partisanen in Jugoslawien 1943